# Allamah Al-Hilli
Jamāl ad-Dīn al-Ḥasan bin Yūsuf bin ʿAli ibn al-Muṭahhar al-Ḥillī (en arabe : جمال الدين الحسن بن يوسف الحلي), également connu sous le nom d'Al-Allamah al-Hilli (en arabe : العلامة الحلي  , "Le sage de Ḥilla"), né le 15 décembre 1250 CE (19 Ramadan 648 AH ), décédé le 18 décembre 1325, est un théologien et mujtahid chiite duodécimain . Connu sous le nom de Marja ' (Grand Ayatollah), il était l'un des érudits chiites bien connus de son époque.  
Nous connaissons au moins une centaine de livres écrits par lui, dont certains sont encore sous forme de manuscrits[réf. nécessaire]. Muhammad bin Al-Hassan al Hurr Al-Amili dans son travail Amal al Amil, p. 40, a énuméré pas moins de 67 œuvres de ce savant auteur. 

## Noms et titres
Le nom d'Al-Ḥilli est le suivant: sa kunya était Abu Manṣūr et son premier titre était ʿAllāma «sage», son deuxième, Jamāl al-Dīn, et le troisième, Jamāl al-Milla wa l-Ḥaqq wa l-Dīn. Son prénom était al-Ḥasan et le prénom de son père était Yūsuf.  

## Biographie
Al-Hilli, également connu sous le nom de sage de Hilla, est né dans la ville encore existante d'Al Hillah (dans ce qui est aujourd'hui l'Irak), généralement considérée comme le centre de l'islam chiite lorsque les dirigeants sunnites contrôlaient Bagdad pendant sa vie. Il est entré dans une famille éminente de juristes et théologiens chiites . Son père, Sadid ul-Din al-Hilli, était un mujtahid respecté et une figure éminente de la communauté chiite. Son oncle maternel Muhaqqiq al-Hilli était également un savant renommé. 
Il a étudié la théologie et le fiqh (jurisprudence islamique) à Hilla sous les auspices de son père et de son oncle, ainsi que d'autres érudits notables, notamment Ali bin Tawus et Ahmad bin Tawus. Il a également passé un certain temps au tout nouvel observatoire Maragheh, où il a étudié la philosophie des avicenniens et les mathématiques sous Nasir al-Din al-Tusi, et a également été présenté aux travaux de Fakhr al-Din al-Razi. Plus tard, il s'est rendu à Bagdad et s'est familiarisé avec les doctrines d'Ibn Arabi.  
Parmi ses autres professeurs se trouvaient Najm al-Dīn al-Qazwīnī al-Kātibī et Maitham Al Bahrani. Il s'est également assis avec les érudits sunnites pour étudier le Fiqh sunnite. Comme Al Bahrani et Nasir, 'Allamah-i Hilli était contemporain du bouleversement mongol et jouait un rôle similaire à celui de son professeur. 
Allamah-i Hilli était un écrivain prolifique dont la bibliographie comprend environ cent vingt titres. Certaines de ses œuvres ont été publiées, tandis que les manuscrits d'autres doivent encore être trouvés.  
Après avoir maîtrisé la philosophie, la théologie et l'astrologie en tant qu'élève des éminents érudits de son temps, il a commencé une carrière prolifique d'écrivain faisant autorité à part entière. Quelque 500 œuvres lui sont attribuées, bien que seules quelques-unes aient été publiées à ce jour. Il a déménagé en Perse en 705/1305, où il est devenu le plus influent dans la propagation de l'islam chiite dans les cercles de la cour Il-Khanid.  
En 1305, Al-Hilli a émigré en Perse, à la cour du souverain Ilkhan Öljaitü, qu'il aurait converti de sunnite à l'islam chiite. À la suite de sa conversion, Öljaitü a proclamé l'islam chiite comme religion d'État en Perse. Les pièces ont été frappées au nom des douze imams. Al-Hilli et son fils, Fakhr ul-Muhaqqiqin, ont été engagés dans de vastes débats théologiques et jurisprudentiels avec les érudits sunnites locaux. Après avoir impressionné l'Ilkhan, il fut nommé à la madrasa itinérante sayyarah. Al-Hilli, cependant, est finalement retourné dans sa ville natale et a passé les dernières années de sa vie à y enseigner.

## Production intellectuelle
Selon certaines sources, Al-Hilli a écrit plus d'un millier d'ouvrages (y compris de courts traités et épîtres) sur la loi islamique, la jurisprudence, la théologie et les commentaires coraniques. De ce nombre, une soixantaine existent encore. Pourtant, seuls huit d'entre eux sont publiés. Ils sont «considérés par les Imami Shi'ia comme les expositions les plus authentiques de leur dogme et de leur pratique» . La popularité et l'influence de ses écrits sur les savants ultérieurs sont démontrées par le grand nombre de manuscrits et le grand nombre de commentaires écrits sur eux. Il est lui-même la meilleure source d'information sur ses propres œuvres car il a enregistré tous ses écrits jusqu'en 1294 dans son ouvrage biographique Khulasat ul-Aqwal (Le résumé des opinions ).  

### Théologie
En théologie, Al-Hilli connaissait clairement l'école Basran du mu'tazilisme, comme le montre sa première écriture sur la théologie Manhaj ul-Yaqin fi Usul il-Din. Il a également été profondément influencé par Nasir al-Din al-Tusi et a écrit un commentaire sur le célèbre Tajrid ul-I'tiqad de ce dernier. Ce commentaire est l'une des œuvres les plus lues d'Al-Hilli, étant le premier commentaire écrit sur le Tajrid et constituant ainsi la base de la compréhension par les commentateurs ultérieurs de l'œuvre de Tusi. Aussi en raison de son travail à Tajrid ul-I'tiqad, Al-Hilli a été noté comme l'un des premiers érudits chiites Imamiyyah à utiliser le terme, ijtihad (i'tiqad) dans le sens de «faire tout son possible pour acquérir la connaissance des lois de la charia ».  De ce point, les chiites ont accepté ce terme. 
Un autre de ses travaux théologiques les plus célèbres est Le onzième chapitre (Al-Bab al-Hadi 'Ashar - le titre est une allusion à un de ses travaux antérieurs, Manhaj ul-Salat, qui était composé de dix chapitres), qu'il a composé vers la fin de sa vie en tant que résumé concis des doctrines chiites pour le savant laïc (plutôt que pour les aspirants érudits). À en juger par le nombre de commentaires écrits à ce sujet et sa traduction en persan et en anglais, il représente son œuvre la plus populaire.  
Il a écrit plusieurs traités polémiques pendant son séjour à la cour de l'Ilkhan. Celles-ci étaient largement dirigées contre la théologie sunnite et ash'arite. En eux, il était largement soucieux d'épouser et de défendre la vision chiite des notions de libre arbitre des Imamates et des Mutazilites (par opposition au déterminisme asharite). Il connaissait également la philosophie Avicennan et Ishraqi. Il a écrit plusieurs de ses propres œuvres, traitant de sujets tels que la logique, la physique, la métaphysique et les mathématiques. En général, il critique très fortement les opinions des philosophes islamiques et se propose de les réfuter chaque fois qu'ils semblent en désaccord avec la théologie dominante. Selon l'Encyclopédie de l'Islam, "ses services ont été tellement appréciés par les chiites que peu de temps après sa mort, sa tombe à Mashhad est devenue l'un des centres de vénération pour ceux qui se rendent en pèlerinage au tombeau de l'imam 'Ali-al -Rida".  

### Jurisprudence
Le rôle d'Al-Hilli dans l'élaboration de la jurisprudence de Twelver est d'une grande importance. Ainsi que plusieurs ouvrages et commentaires sur l' usul al-fiqh, il a produit un corpus juridique volumineux. De cela, deux des œuvres les plus importantes sont al-Mukhtalaf (Le désaccord) et al-Muntaha (La fin). Mukhtalaf est un manuel juridique consacré aux questions juridiques dans lesquelles les juristes chiites ont des opinions divergentes, tandis que le Muntaha est une exposition systématique et détaillée des propres opinions juridiques d'al-Hilli. Il a également écrit un manuel juridique résumé, Qawa'id ul-Ahkam, qui était populaire parmi les savants ultérieurs, à en juger par le nombre de commentaires qui y seraient écrits. Parmi ses travaux juridiques ultérieurs, il y a Tadhkirat ul-Fuqaha, qui est un manuel juridique destiné aux profanes. Il a également composé des ouvrages juridiques sur des questions spécifiques (par exemple, le Hajj ou Salat).  

## Travaux
L'un de ses travaux sur le concept de l'imamat chiite (Minhaj al-karamah) a été critiqué par le savant sunnite Ibn Taymiyyah dans son ouvrage en neuf volumes Minhaaj As-Sunnah An-Nabawiyyah . Outre divers traités sur le droit religieux, 'Allamah a établi une version systématique de la science de la tradition (hadith et akhbar), basée sur des principes qui devaient plus tard contrarier l'usuliyun[pas clair]. et l' khbariyun. 
Dans la tradition kalam, il a laissé un commentaire sur l'un des tout premiers traités à être écrit par l'un des plus anciens mutakallimun imamites, Abu Ishaq Ibrahim al Nawbakhti, décédé vers 350/961. De même, il a écrit des commentaires sur les deux traités de Nasir mentionnés ci-dessus, Tajrid et Qawa'id - commentaires qui ont été lus et relus, étudiés et commentés par des générations de chercheurs. Il a laissé un résumé du vaste commentaire de son professeur Maytham al-Bahrani sur le Nahj al-Balagha. En utilisant les méthodes d'un homme du kalam et d'un philosophe, il a écrit des études sur Al-Isharat wa-'l-tanbihat d' Avicenne (Remarques et Admonitions) et Kitab Al-Shifaʾ (Le Livre de la Guérison); tenté de résoudre les difficultés (hill al-mushkilat) du Kitab al-talwihat (Livre des élucidations) d' al-Suhrawardi ; a écrit un traité comparant (tanasub[pas clair]) les Ash'arites et les Sophistes ; deux autres traités encyclopédiques, The Hidden Secrets (al-Asar al-khaffyah) en sciences philosophiques, dont la version dédicacée est à Najaf, et un cours complet d'instruction (Ta'lim tamm) sur la philosophie et le kalam, etc. Il jette le doute sur le principe Ex Uno non fit nisi Unum (seul peut partir de l'Un), comme l'avait fait avant lui son professeur Nasir Tusi, inspiré d'Al-Suhrawardi, et il concède l'existence d'un mouvement intra-substantiel qui annonce la théorie de Mulla Sadra.

## Œuvres

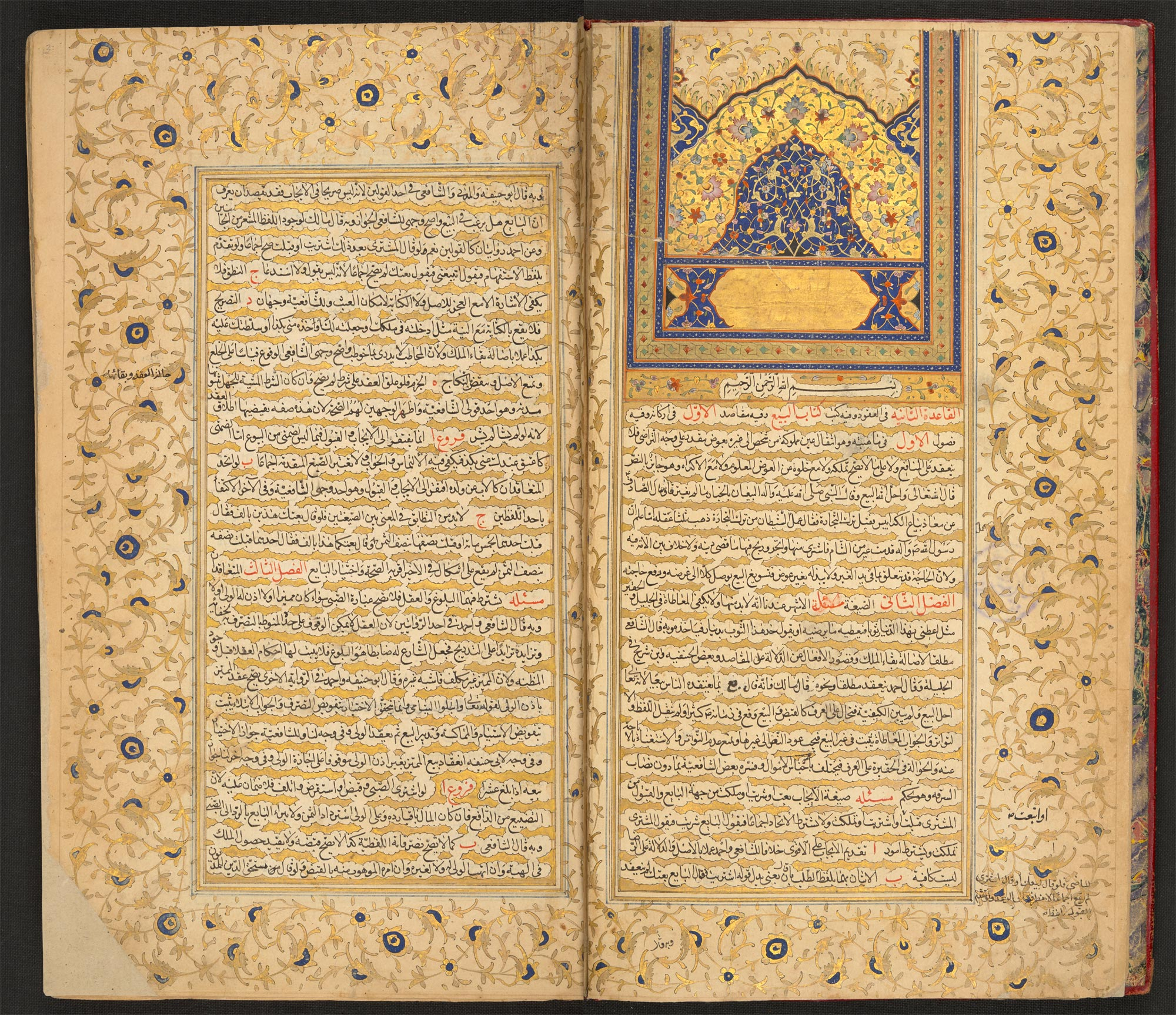
Tadhkirat al-Fuqahā ', La double page d'ouverture du manuscrit a un casque floral illuminé dans le style de la période safavide en Iran (1501-1732), avec des couleurs principalement en or, bleu et rose. Les larges marges sont illuminées de décorations florales et arabesques audacieuses en or et bleu, et le texte est dans des bandes de nuages d'or.

Ses œuvres les plus remarquables sont les suivantes : 
1. Kashf al-Yaqin fi Faḍā'il Amīr al-Mu'minīn, un court traité sur l'excellence d'Ali ('Alī Ibn Abī Ṭālib').
2. Kihalastah al-Nisab, un traité sur les descendants d'Ali, Alawi. Ce traité comprend également les descendants d'Ali qui ont migré vers d'autres pays après la montée du califat omeyyade .
3. Minhāj al-Salat fi kktisar al-Misbah, un travail sur les devoirs religieux en particulier la prière.
4. Minhaj al-karamah, une justification de la doctrine chiite sur l'imamat.
5. Manāhij al-yaqīn fi uṣūl al-dīn, un traité sur les principes fondamentaux du credo chiite[8].
6. Ma'ārij al-Fahm, un commentaire de l'auteur sur son propre travail Nazm al Barahin .
7. Nahj Al Haq Va Kashf Al Sedq, une réfutation de la théologie et du système juridique des sunnites.
8. Naẓm al Barāhīn fi Uṣūl al-Dīn, un ouvrage sur la théologie scolaire.
9. Tadhkirat al-Fuqahā, un ouvrage sur la jurisprudence chiite en trois volumes.
10. Tahḏhīb al-wuṣūl ilā ʿilm al-uṣūl.
11. Qawāʾid al-Aḥkām[9]
12. « Muḵḫtalaf al-Shīʾa fī Aḥkām al-Sharīʾa», un ouvrage décrivant les points de désaccord juridique entre les juristes.

## Professeurs
- Sadīd al-Dīn, Yūsuf bin ʿAli bin al-Muṭahhar al-Ḥillī (père).
- al-Muḥaqqiq al-Ḥillī .
- Raḍhī al-Dīn, ʿAli bin Mūsa bin Ṭawwūs al-Ḥussainī.
- Jamāl al-Dīn, Aḥmad bin Mūsa bin Ṭawwūs al-Ḥussainī.
- Naṣīr al-Dīn al-Ṭūsī .
- Yaḥyā bin Saʾīd al-Ḥillī.
- Mufīd al-Dīn, Muḥammad bin Juhaym al-Assadī al-Ḥillī.
- Jamāl al-Dīn, al-Ḥussain bin Abān al-Naḥwī.
- Muḥammad bin Muḥammad bin Aḥmad al-Kayshī.
- Najm al-Dīn, ʿAli bin Omar al-Kātibī.
- Burhān al-Dīn al-Nasafī.
- ZzIzz al-Dīn al-Fārūqī al-Wāsiṭī.
- Taqī al-Dīn, Abdullāh bin Jaʾfar al-Ṣabbāgh al-Ḥanafī al-Kūfī.

## Sources
- Hilli, al-. (2006). Encyclopædia Britannica. Extrait le 21 mars 2006 du service premium Encyclopædia Britannica
- Téhéran, Aga Buzurg. (date inconnue). Tabaqat 'Alam il-Shi'ah. Téhéran: éditeurs ismailiens. (Arabe
- Schmidkte, S. ḤELLI, ḤASAN B. YUSOF B. MOṬAHHAR. Encyclopædia Iranica (www.iranicaonline.org, consulté le 28.09.09)